# Heinz Krüger (Fotograf)

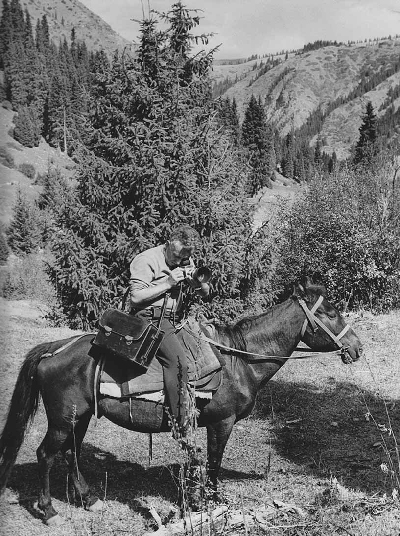
Heinz Krüger bei Prshewalsk (heute Karakol) in Kirgisistan, September 1971

Heinz Krüger (* 17. November 1919 in Falkensee; † 25. Juni 1980 bei Wesenberg am Großen Pälitzsee) war ein deutscher Fotograf und Bildreporter.

## Leben
Heinz Krüger war verheiratet mit Gerda Krüger. Aus der Ehe ging eine Tochter hervor. Gerda Krüger half beim Entwickeln der Bilder und arbeitete ihrem Mann bei der Erstellung eines detaillierten Fotoarchivs zu, u. a. durch Anlage eines chronologischen, maschinegeschriebenen Findbuchs.

### Ausbildung und Kriegsdienst
Heinz Krüger machte in den Jahren 1934 bis 1938 in einer Berliner Druckerei eine Ausbildung als Reproduktionsfotograf. Anschließend arbeitete er in der Druckerei Ernst Steiniger in Berlin. Noch im ersten Kriegsjahr 1939 wurde er zur Wehrmacht einberufen. Zunächst in Rostock stationiert, diente er später bei Einheiten der Flugabwehr in Dänemark und der Tschechoslowakei. Nach Kriegsende zog er von Berlin nach Falkensee, um im Fotoatelier Schirner zu arbeiten.

### Freier Bildreporter
1946 wechselte er als freier Fotograf zur Berliner Agentur Puck-Studios – Jenseits des Üblichen. Dieser erste private Pressedienst in Berlin wurde schnell zum Begriff für eine Fotografie, die Geist und Nerv dieser Zeit nachdrücklich erfasste.
Ab 1949 war Heinz Krüger als freier Bildreporter tätig, seit 1952 erhielt er Aufträge von der Zeitschrift Freie Welt. Sie galt als die Auslands-Illustrierte der DDR. Im Auftrag der Freien Welt fotografierte Krüger in unzähligen Kindergärten, Schulen und Betrieben der DDR – hielt politische, gesellschaftliche und kulturelle Ereignisse aller Art mit der Kamera fest. Mehr als 50 Reportagereisen führten Krüger darüber hinaus in fast alle Unionsrepubliken der Sowjetunion, in andere sozialistische Länder sowie nach Westafrika und Zypern.
Krüger war u. a. Mitglied des Verbands Bildender Künstler der DDR. Er beteiligte sich an nationalen und internationalen Fotowettbewerben, so 1959 an der 2. Berliner Internationalen Foto-Ausstellung bifota in Berlin.

### Reportagereisen
Soweit dies Recherchen bisher ergaben, unternahmKrüger viele Reportagereisen mit den Freie-Welt-Reportern Hans Frosch und Peter Schön, daneben u. a. auch mit Klaus Hurrelmann, Monika Höft, Gisela Reller und Joachim Umann. Im September 1971 reiste er mit dem Schriftsteller Karl-Heinz Jakobs in die Sozialistische Sowjetrepublik Kirgisien, das heutige Kirgisistan, in Zentralasien. Beide kannten und schätzten einander. Ihr Reisebericht erschien 1972 in drei umfangreichen Teilen in den ersten Januarausgaben der Freien Welt. Als Anlass für die Reportage über Kirgisien diente das 50. Jubiläum der Gründung der UdSSR im Jahr 1922.
Die drei Beiträge erzählen vom Erreichten, zeigen Errungenschaften in kraftvollen, optimistischen Bildern von Heinz Krüger. Im letzten Teil der Reihe fasst Jakobs das Erfahrene zusammen – verdichtet es: „Zwei Wochen waren wir am Issyk-Kul. Wir waren bei der Mohnernte und beim Eintrieb von viertausend Schafen in einem Viehpram auf dem Weg zu den Schlachthöfen von Rybatschje. Die Schafhirten veranstalteten uns zuliebe ein improvisiertes Reiterspiel. Wir haben Kindergärten besichtigt und Sanatorien. Wir badeten und erholten uns am Issyk-Kul, sprachen mit den Erdölarbeitern von Orgotschor.“ Jakobs verarbeitete das Erlebte später in dem Reiseroman Tanja, Taschka und so weiter.
Auch für Buchprojekte entstanden Aufnahmen. Als Ergebnis einer Reise mit dem Freie-Welt-Chefredakteur Joachim Umann in die Republik Guinea erschien 1961 der Text-Bildband Blende auf für Guinea. Text und Bilder erzählen vom Aufbau der noch jungen Republik. Ihre Unabhängigkeit hatte die ehemalige französische Kolonie erst 1958 erlangt, die DDR bemühte sich um Handelsbeziehungen mit ihr. Die von Heinz Krüger im Bildband veröffentlichten Aufnahmen richten den Blick bewusst auf Gegensätze: Sie sollen sozialistischen Fortschritt und frühere koloniale Rückständigkeit bezeugen.
Unter Kollegen und Weggefährten galt Heinz Krüger als angenehm und kollegial. Die Autorinnen und Autoren, mit denen er reiste, schätzten seinen Elan und die präzise Art zu fotografieren. Wenn die Aufnahmen schwierig waren und der nächste Termin wartete, mussten sich die Autoren oft in Geduld üben.

### Illustrationstätigkeit
Neben den Reportagereisen prägte eine umfangreiche fotografische Tätigkeit in der Volksbildung und der Familienerziehung seine Arbeit. Vor allem für die Zeitschriften Elternhaus und Schule und Fröhlich sein und Singen illustrierte er Beiträge mit zahlreichen Fotos. Im Rahmen seiner umfangreichen Illustrationstätigkeit erschienen in den 1960er- und 1970er-Jahren Fotos in einer Buchreihe zur Erziehung in der Familie in mehreren Auflagen im Verlag Volk und Wissen Berlin: Das Kleinkind, Das Vorschulkind, Das Schulkind von sechs bis zehn, Der Schüler von zehn bis sechzehn.
1963 und 1970 entstanden zahlreiche Fotos zu den Märkischen Wanderungen Theodor Fontanes. Für das von Gotthard und Therese Erler herausgegebene Buch (1971/73) Von Rheinsberg bis zum Müggelsee steuerte er 45 Fotos „mit großem Einfühlungsvermögen“ bei. In der Rezension von Rudolf Mingau heißt es zu den Fotos weiter: „Sie konfrontieren – wo es möglich und sinnvoll ist – altes Motiv und neues Leben und bieten eine wertvolle Ergänzung zum Text.“

### Fotogruppe Signum
Heinz Krüger gehörte der Fotogruppe Signum an. Ihre Mitglieder sprachen sich Ende der 1960er-Jahre gegen die schablonenhaften, wenig lebendigen Fotos der offiziellen Auftragsfotografie in der DDR aus.
In 35 Berufsjahren schuf er einen wichtigen Bildfundus aus den Bereichen Politik, Wirtschaft und Kultur. Seine als Auftragsarbeiten entstandenen Fotos entsprechen überwiegend der politisch erwünschten Fotografie in der DDR. Aber auch das Alltagsleben lässt sich aus seinen Bildern ablesen. So finden sich zahlreiche Aufnahmen, die nicht der inszenierten sozialistischen Bilderwelt entsprachen.

## Rezeption, Erschließung, Ausstellungsprojekte
Fotografien Krügers wurden in der DDR u. a. postum in Berlin auf den zentralen Kunstausstellungen Alltag und Epoche (1984) und Auf gemeinsamen Wegen (1985) gezeigt.
Das Museum Falkensee bewahrt seit 2005 den Nachlass von Heinz Krüger. Seine Frau und Assistentin Gerda Krüger übergab dem Museum den umfangreichen Bildfundus ihres Mannes mit mehr als 27.000 Fotoabzügen und einem Vielfachen an Negativen aus den Bereichen Politik, Wirtschaft, Sport, Kultur und Volksbildung. Er sollte in Falkensee erhalten bleiben, der Stadt, in der Heinz Krüger lebte und der er fotografisch verbunden war.

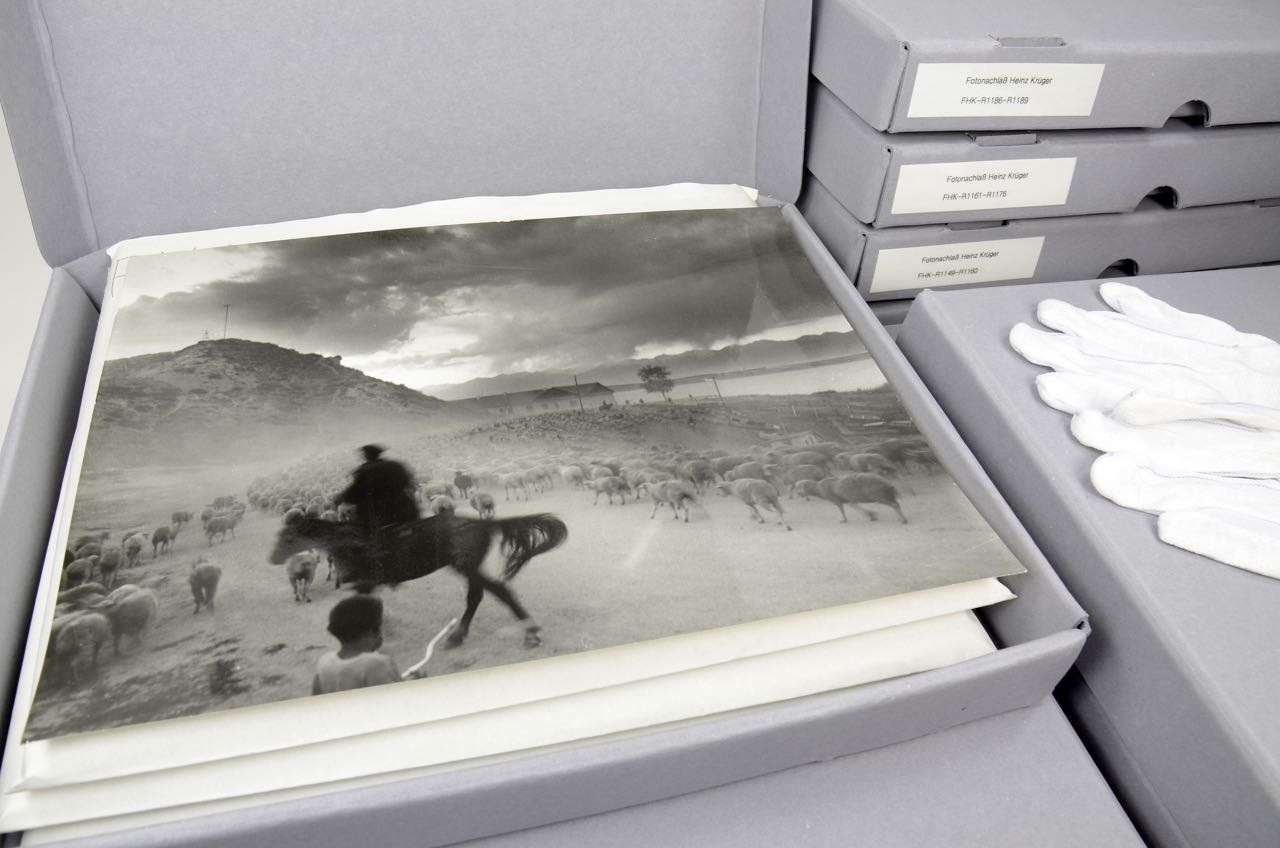
Bereits erfasste Bestände aus dem Fotoarchiv Heinz Krüger. Zu sehen: Kirgisische Schafhirten am Yssykköl, September 1971.

Wie Bert Krüger in den Museumsblättern berichtet, war zunächst aus zeitlichen und technischen Gründen an eine inhaltliche Erschließung nicht zu denken. Erste Schritte bestanden darin, den Bestand in der überlassenen Ordnung zu erhalten. Die erste Sichtung ergab ca. 12 000 Fotoabzüge und ein Vielfaches an Negativen im 6 × 6 Format, sowie eine kleine Zahl an Kleinbildnegativen und Farbdias. Alle sind mit einer laufenden Nummer versehen und können mit Hilfe des Findbuchs Zeiten und Orten zugeordnet werden.
Im Jahr 2007 gab es im Museum Falkensee eine erste Ausstellung von Fotos aus dem Nachlass mit Falkenseer Stadtansichten. Seit 2010 ist in der Dauerausstellung des Museums mehr über die Biografie von Heinz Krüger zu erfahren und es werden ausgewählte Fotos präsentiert.
Bereits ein Jahr später erfasste Sebastian Schuth von der Fachhochschule Potsdam im Rahmen eines Praktikums alle Fotoabzüge formal in einer Excel-Tabelle. Seine Arbeit bildete die Grundlage für einen Import der Daten in die Museumsdatenbank FirstRumos. In Zahlen waren das 2.310 Grunddatensätze, hinter denen sich mehr als 27.000 Fotoabzüge verbergen. Langfristiges Ziel des Museums ist die digitale Erfassung des gesamten nachgelassenen Fotoarchivs.
Im Rahmen des museumspädagogischen Angebots „Spurensuche DDR. Aktives Lernen im Museum Falkensee“, gefördert vom Landkreis Havelland, wurde 2014 eine Handreichung erarbeitet und mit der Digitalisierung ausgewählter Fotografien begonnen, die vom Alltag und Leben während der DDR-Zeit in der Region erzählen.

### AusstellungsprojektBrandenburger Notizen: Fontane – Krüger – Kienzle
Durch das Ausstellungsprojekt Brandenburger Notizen: Fontane – Krüger – Kienzle, anlässlich des 200. Geburtstages des Schriftstellers Theodor Fontane, gelang es 2019 im Rahmen von Fontane.200, einer von Kulturland Brandenburg geförderten Programmreihe, im Museum Falkensee weitere Bilder von Heinz Krüger zu digitalisieren.
Die Ausstellung setzt Schwarzweiß-Aufnahmen von Heinz Krüger und dem Berliner Fotografen Lorenz Kienzle korrespondierend mit Fontanes Texten und Skizzen in den Wanderungen durch die Mark Brandenburg in Szene. Als Besonderheit ist hier anzusehen, dass Kienzle, der auch die Bildauswahl aus dem Krüger-Archiv traf, zur Vorbereitung der Ausstellung mit bis dahin unveröffentlichten Stellen aus den Notizbüchern Fontanes arbeitete.
Begleitend zur Ausstellung erschien im Verlag für Berlin-Brandenburg 2019 das gleichnamige Buch Brandenburger Notizen: Fontane – Krüger – Kienzle in Zusammenarbeit mit und mit einem Nachwort versehen von Gabriele Radecke.

## Auszeichnungen
- 1969: Franz-Mehring-Ehrennadel
- 1978: Goldmedaille der Interpressfoto Moskau
- Bronzemedaille der World Press Photo Amsterdam
- AFIAP der Fédération Internationale de l’Art Photographique
- 1979: Verdienstmedaille der DDR
- Ehrennadel der Gesellschaft für Deutsch-Sowjetische Freundschaft in Gold

## Postume Einzelausstellungen (mutmaßlich unvollständig)
- Bildberichter Heinz Krüger – dokumentarische Momentaufnahmen der Jahre 1949–1979. Heimatmuseum Falkensee, 2006–2007
- Archivfenster. Allein, allein, – die Stille singt. Eva und Erwin Strittmatter. Akademie der Künste Berlin, 2014[16][17]
- Brandenburger Notizen: Fontane – Krüger – Kienzle. Ausstellung Museum und Galerie Falkensee, 2019

## Publizierte Fotografien Krügers (Auswahl)

### In Zeitschriften
- Wenn die Osterzeit naht, wachsen viele Tiere heran. Titelbild von Elternhaus und Schule, Heft 4, 1957.
- Alltag im Tal – Issyk-Kul, das kirgisische Meer. Ein Kind wird geboren; zus. m. Karl-Heinz Jakobs, in: Freie Welt, 1. Januarheft 1972.
- Alltag im Tal – Issyk-Kul, das kirgisische Meer. Ein Haus wird gebaut; zus. m. Karl-Heinz Jakobs, in: Freie Welt, 3. Januarheft 1972.
- Alltag im Tal – Issyk-Kul, das kirgisische Meer. Ein Baum wird gepflanzt; zus. m. Karl-Heinz Jakobs, in: Freie Welt, 5. Januarheft 1972.
- mit Gisela Reller in Freie Welt, Nr. 21. Berliner Verlag, Berlin 1980. ISSN 0427-5217.

### In Büchern
- Heinz Krüger und Joachim Umann: Blende auf für Guinea, VEB F.A. Brockhaus Verlag, Leipzig 1961.
- Lothar Klunter und Just Wagner (Hrsg.): Prominente. Fotos. Gedanken, VEB Fotokinoverlag, Leipzig 1969, S. 24, 38, 60–61, 66, 68, 69.
- Gotthard u. Therese Erler (Hrsg.): Theodor Fontane – Von Rheinsberg bis zum Müggelsee. Märkische Wanderungen Theodor Fontanes. Mit Fotos von Heinz Krüger. Aufbau Verlag, Berlin und Weimar 1971.
- Gisela Reller: Diesseits und Jenseits des Polarkreises. Bei den Südosseten, Karakalpaken, Tschuktschen und Eskimos. Verlag Neues Leben, Berlin 1985.
- Heinz Hoffmann und Rainer Knapp (Hrsg.): Fotografie in der DDR – Ein Beitrag zur Bildgeschichte. Fotokinoverlag, Leipzig 1987, ISBN 978-3-7311-0036-2, S. 53, 174.
- Peter Walther: Kindheitsbilder. Alltagsfotografie in Brandenburg seit 1848. Herausgegeben im Auftrag des Brandenburgischen Literaturbüros und des Hauses der Brandenburgisch-Preußischen Geschichte von Peter Walther, Lukas Verlag, Berlin 2013, ISBN 978-3-86732-149-5, S. 274–279.